# Курьяновский бульвар
Курья́новский бульва́р — бульвар, расположенный в Юго-Восточном административном округе города Москвы на территории района Печатники. Протянут от 1-й Курьяновской улицы до 4-й Курьяновской улицы.

## История
Курьяновский бульвар был образован 13 января 1956 года. Название связано с бывшей деревней Курьяново, вошедшей в состав Москвы. Деревня же, предположительно, получила название от фамилии владельца.

## Застройка и озеленение
На Курьяновском бульваре сохранилась малоэтажная застройка посёлка Курьяновской станции аэрации (архитекторы В. Н. Бровченко, Ю. С. Бочков, инженер Р. С. Фейгельман и другие; начало 1950-х годов). В центре бульвара у пересечения с 1-й Курьяновской улицей расположен бывший Дом культуры Курьяновской станции аэрации.
Курьяновский бульвар входит в перечень территорий природного комплекса города Москвы. Площадь зелёных насаждений составляет 2 га.

## Фотогалерея
| - Курьяновский бульвар - ДК на 1-й Курьяновской улице в начале Курьяновского бульвара |